# كوندول (تشاد)
كوندول هي محافظة فرعية تابعة لمنطقة شاري باقرمي في تشاد.